# Теразидере (квартал)
„Теразидере“ (на турски: Terazidere) е квартал на Истанбул, разположен в околия Байрампаша. Общата му площ е 0,49 км2. Според данни на Адресната система за регистриране на населението (ABPRS) към 2023 г. населението на „Теразидере“ е 15 345 жители.